# Cycle chic

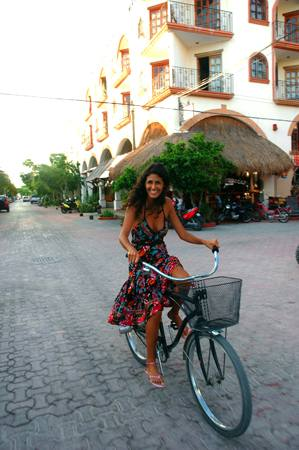
Cycle Chic en Playa del Carmen, México

Cycle chic es la cultura de la bicicleta con la ropa de moda, «movilidad sostenible con estilo». Ahora está asociado con el ciclismo urbano practicado en ciudades como Ámsterdam, Basilea, Berlín, Berna, Copenhague, Barcelona, Valencia entre otros, donde los ciudadanos practican un alto nivel del uso de la bicicleta. En muchas ciudades europeas, así como las ciudades en China y Japón, la bicicleta es una opción de transporte cotidiano y muchos ciclistas optan por llevar su ropa normal, a diferencia de equipos relacionados con el deporte en general, con uniformes de spandex o zapatos especiales. 
Cycle chic es una tendencia creciente en las ciudades que están invirtiendo en la infraestructura de bicicletas e instalaciones. Con la paulatina popularidad de los programas de bicicletas públicas como Vélib' en París, y Bicing en Barcelona, los ciudadanos han descubierto la facilidad con la que pueden viajar alrededor de su ciudad o pueblo, incluyendo los paseos en su ropa normal en lugar del atavío del deporte de ciclismo. Celebridades de moda como Agyness Deyn se exhiben en bicicleta por los medios de comunicación, esto induce a otros a seguir su ejemplo.

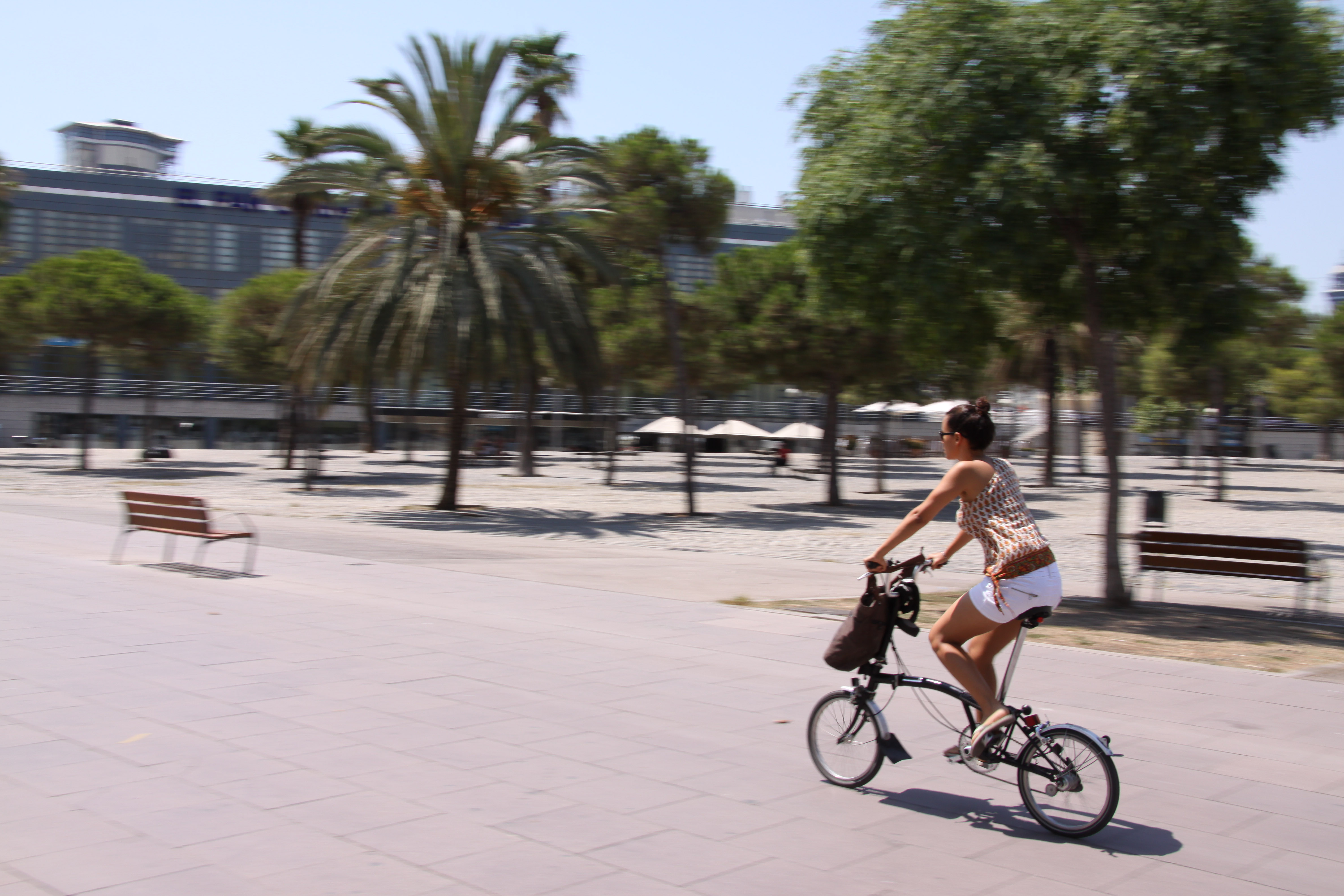
A la playa en Barcelona

## Historia
Ciclismo estaba de moda a finales del siglo XIX. La cúspide del Cycle chic en ese entonces fue a jugar al polo en bicicleta, utilizando raquetas de mango largo y pelotas de goma. La vestimenta de la mujer, tales como corsés y guardainfantes eran poco práctico para el ciclismo y prendas reformistas de vestir era necesario.  Faldas divididas, pantalones de golf y pantalones bombachos  fueron juzgados como de moda y las damas trataron de resolver el asunto sin provocar la hostilidad, el ridículo o la violencia.

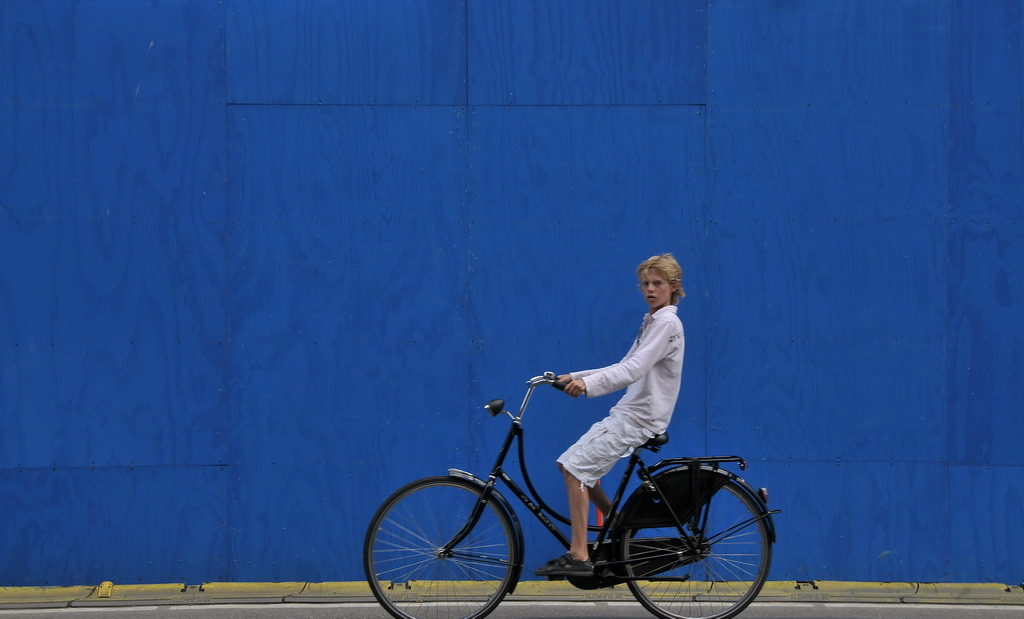
Por las calles de Ámsterdam